# Anthurium yurimaguense
Anthurium yurimaguense är en kallaväxtart som beskrevs av Adolf Engler och Kurt Krause. Anthurium yurimaguense ingår i släktet Anthurium och familjen kallaväxter. Inga underarter finns listade.